# Wyco de Vries
Wijtze (Wyco) de Vries (Bodegraven, 13 mei 1968) is een voormalig Nederlands waterpolospeler.
Wyco de Vries nam eenmaal deel aan de Olympische Spelen, in 1996. Hij eindigde met het Nederlands team op de tiende plaats. De Vries speelde professioneel waterpolo in Griekenland. In Nederland kwam hij tijdens zijn sportloopbaan uit voor Polar Bears uit Ede en Het Ravijn uit Nijverdal
Arie van de Bunt · 
Gert de Groot · 
Arno Havenga · 
Koos Issard · 
Bas de Jong · 
Niels van der Kolk · 
Marco Kunz · 
Harry van der Meer · 
Hans Nieuwenburg · 
Joeri Stoffels · 
Eelco Uri · 
Wyco de Vries